# 惠安沙
长江奔泻东下，流入河口地区时，由于比降减小，流速变缓等原因，所挟大量泥沙于此逐渐沉积。一面在长江口南北岸造成滨海平原，一面又在江中形成星罗棋布的河口沙洲。惠安沙便是长江入海口形成的众多河口沙洲之一，并且，它是崇明外沙十三沙中最先起涨的沙状。原惠安沙的位置大致在今天的武陵村以南，北惠阳镇以南，东清河镇以西，大同村、东兴镇以北，并向西南延伸到长江边。

## 成陆历史
- 1733年，雍正十一年，惠安沙率先起涨；

- 1821年，崇明地主龚显虞围筑惠安沙，在河西造屋，定镇名，惠安镇建立。该镇周边此时应该已经成陆；

- 1875年，惠安镇东、西的新安镇、惠和镇建立。新安镇原位于惠安沙薛家圩，由两小镇合并而成；

- 1895年，惠安沙中部的大兴镇和南部靠江的恒泰镇建立，惠安沙已经初步成型。大兴镇所在地原为港湾，1892年冬季，黄泥浆塞满港湾，之后建立大兴镇。惠安沙西南的恒昌镇位于长江边，建立后不久就受江水冲蚀，后居民北迁；

- 20世纪初，惠安沙向北和西南延伸，逐渐发育完整。随着东南面的几个村镇以及背面的北清河镇建立，惠安沙已经成形。

## 行政归属
雍正至光绪初年（1733～1875年），长江口北岸的惠安沙、杨家沙、永丰沙等13个沙洲陆续形成并连成一片，因临近崇明，大多为崇明人开垦，称崇明外沙（称崇明岛为内沙）。
1928年3月1日前，惠安沙归属崇明县管辖。
1928年3月1日，原崇明外沙的永太、永昌、西庆升、永旺、永丰、北连陞、南连陞、永隆、永阜、杨家、惠安、永兴、日盈、连珠等14个沙划出，另建启东县。惠安沙从此归属启东管辖。